# Hockey Club Diavoli Rossoneri Milan
Le HC Diavoli Rossoneri (en français : les Diables rouges) est un club hockey sur glace italien qui était basé à Milan.

## Historique
Le club est né en 1933, lorsque l'Excelsior Milan, qui avait participé aux championnats 1931, 1932 et 1933 devient la section hockey de l'AC Milan.
La première participation des Diavoli Rossoneri pour le championnat italien a lieu en 1934, et le club aligne à cette occasion deux équipes. Lors de ces années Milan est la capitale du hockey sur glace italien. Rapidement une rivalité apparait avec l'autre grande équipe milanaise, le Hockey Club Milan. L'équipe remporte son premier championnat en 1935 et conserve son titre en 1936.
Le club est également régulièrement invitée à participer à la Coupe Spengler, la plus ancienne compétition internationale européenne en 1934, 1935, 1949, 1950, 1951 et 1952. Le club la remporte trois remprises.
L'année suivante, la fusion entre les deux clubs milanais donne naissance à l'Associazione Milanese Disco Ghiaccio Milano, puis sont de nouveau indépendants lors de la reprise du championnat après la guerre. La rivalité reprend ainsi durant 9 saisons entre 1947 et 1955 permettant au HC Milan de remporter sept titres contre deux pour les Devils Rossoneri (1949 et 1953).
En 1955 le championnat est annulé en raison des Jeux olympiques de Cortina d'Ampezzo. Le résultat en est une crise financière pour les deux équipes milanaises. Une nouvelle fusion a lieu donnent naissance au Hockey Club Milan Inter, qui devient le Diavoli Hockey Club Milan à partir 1958.

## Palmarès
- Championnat d'Italie : 
  - Champion (4) : 1935, 1936, 1949, 1953
- Coupe Spengler
  - Vainqueur (3) : 1934, 1935, 1950